# Hydnellum
Hydnellum là một chi nấm trong họ Bankeraceae của bộ Thelephorales. Chi này phân bố rộng rãi ở Bán cầu Bắc, và gồm khoảng 40 loài. Các loài trong chi Hydnellum có nhiều dạng quả thể khác nhau, tùy thuộc vào các yếu tố môi trường như lượng mưa, độ ẩm, gió và nhiệt độ. Đa số không ăn được do quá cứng và gỗ hóa.
Một trong các loài nổi tiếng nhất là Hydnellum peckii, còn được gọi "nấm chảy máu" do trên quả thể các giọt chất lỏng đỏ. Một loài khác, H. suaveolens, có mùi cây anit hay bạc hà Âu.

## Loài
Năm 1879, Petter Adolf Karsten giới hạn chi Hydnellum chỉ gồm 19 loài. Theo Joost Stalpers trong chuyên khảo năm 1993, Hydnellum gồm 34 loài. Trong lần tái bản thứ mười của Dictionary of the Fungi (2008), 38 loài được công nhận. Tính đến  tháng 1 năm 2015, Index Fungorum liệt kê 39 loài Hydnellum.

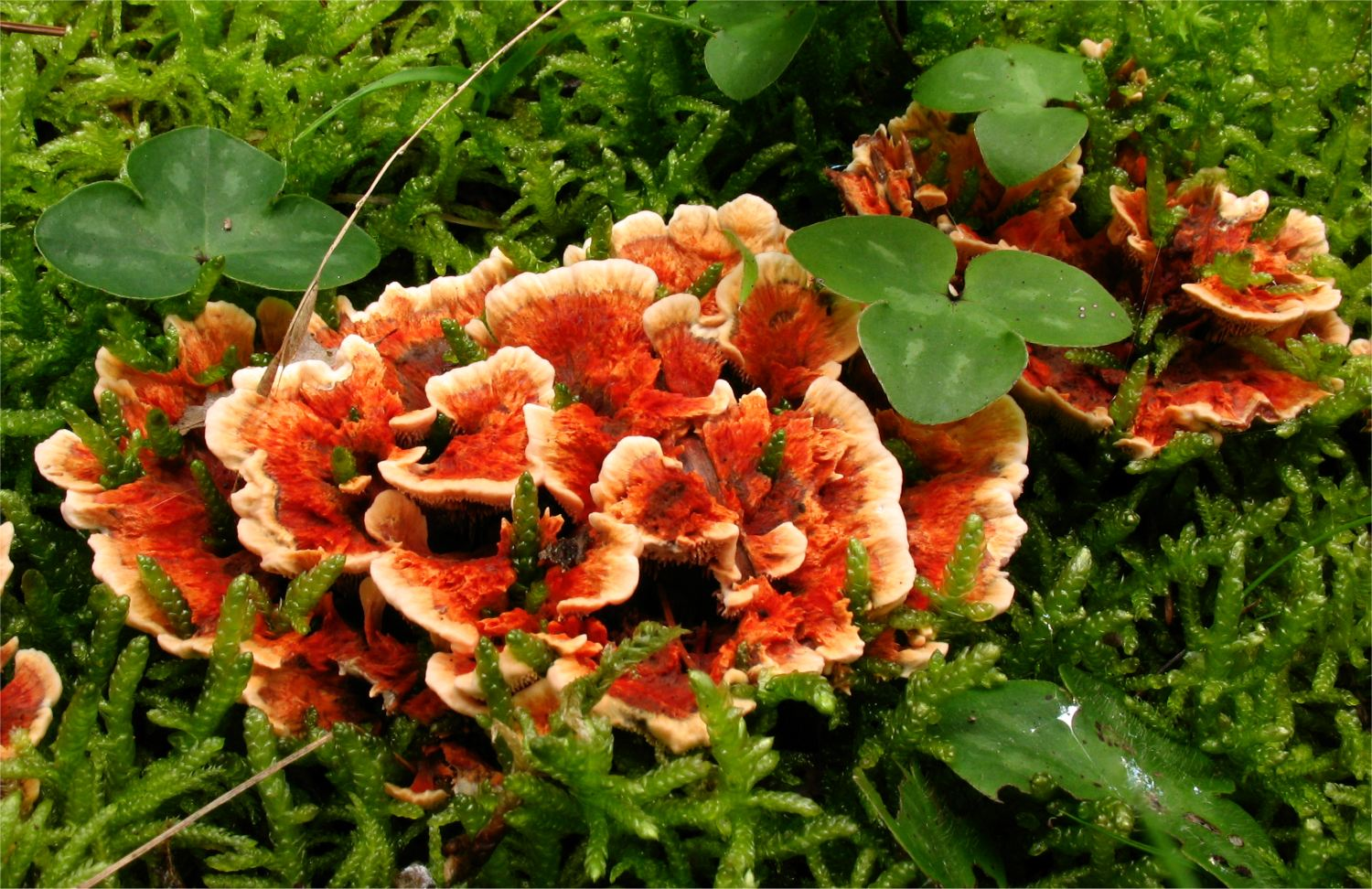
Hydnellum auratile

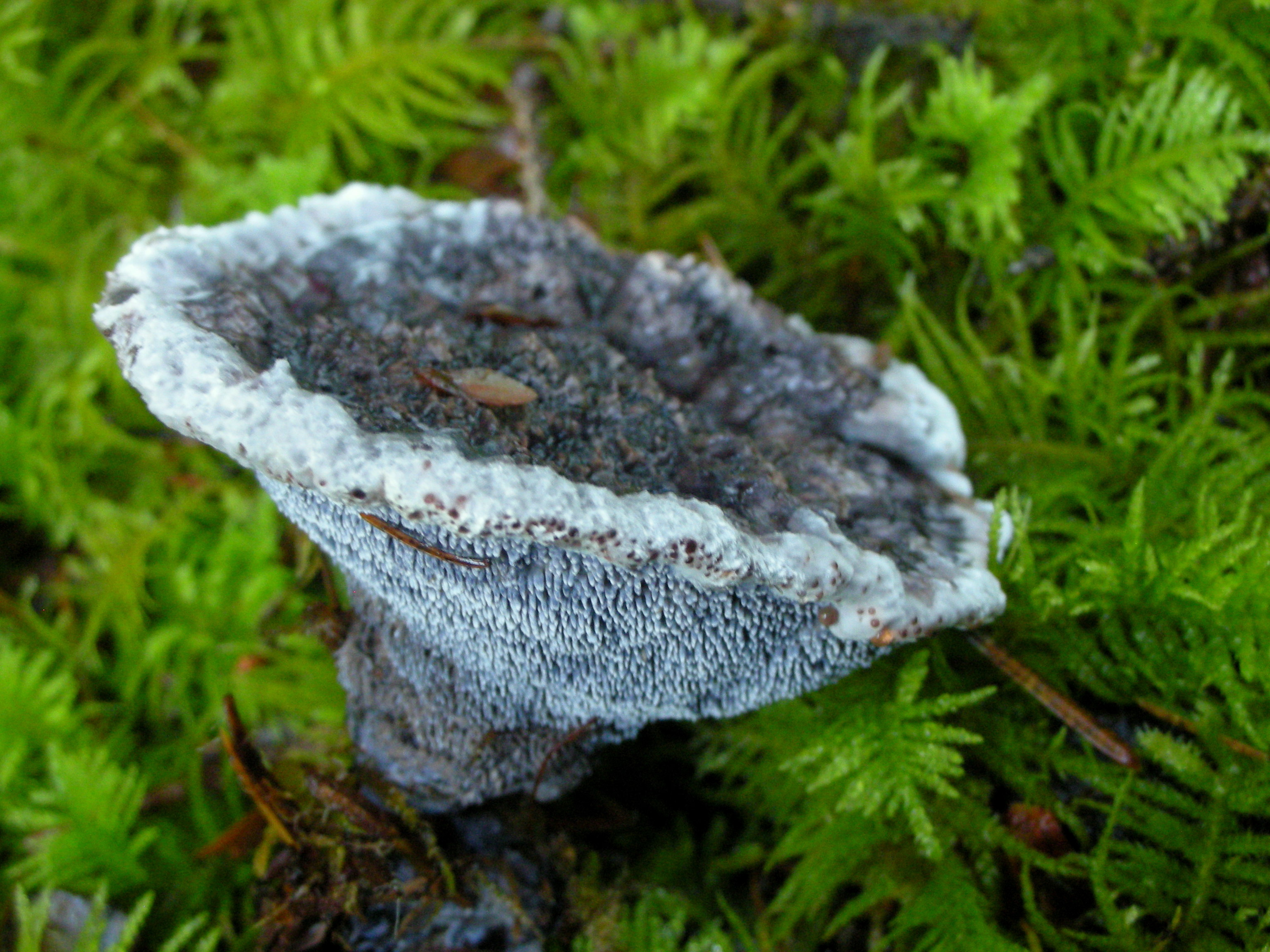
Hydnellum cyanopodium

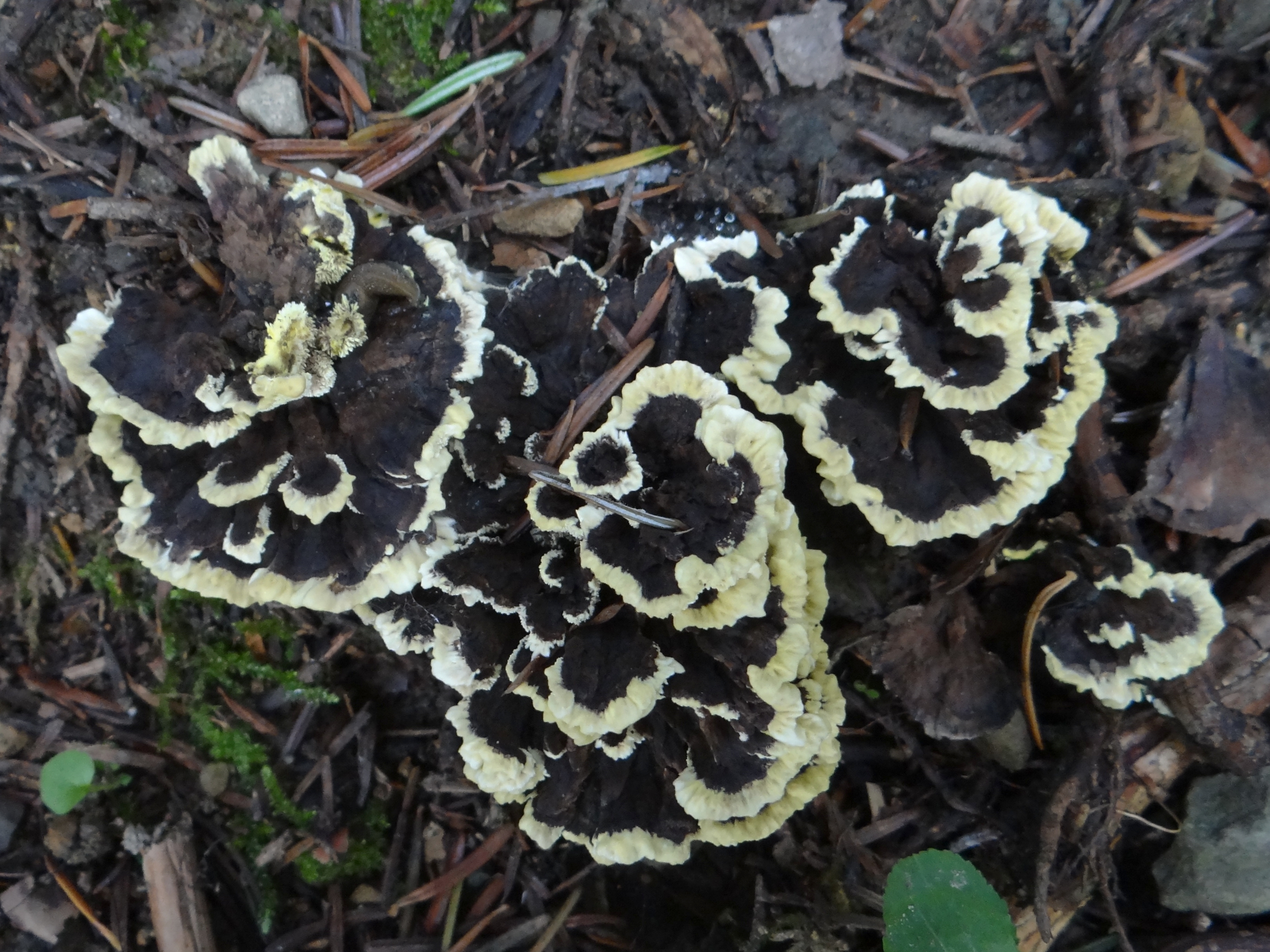
Hydnellum geogenium

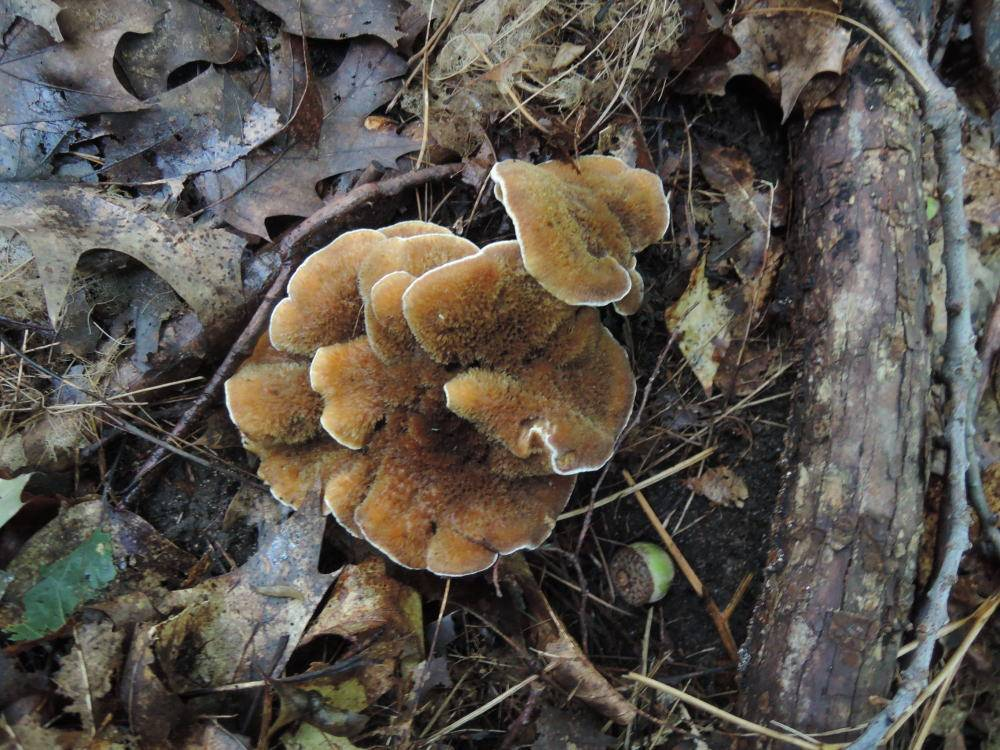
Hydnellum mirabile

- Hydnellum aurantiacum (Batsch) P.Karst. (1879) – Asia, Europe, North America[6]
- Hydnellum auratile (Britzelm.) Maas Geest. (1959) – Europe, North America[7]
- Hydnellum caeruleum (Hornem.) P.Karst. (1879) – Asia, Europe, North America[6]
- Hydnellum chrysinum K.A.Harrison (1964) – North America[8]
- Hydnellum coalitum Maas Geest. (1975) – Europe[9]
- Hydnellum compactum (Pers.) P.Karst. (1879) – Europe[10]
- Hydnellum complicatum Banker (1906) – North America[11]
- Hydnellum concrescens (Pers.) Banker (1906) – Asia, Europe, North America[6]
- Hydnellum conigenum (Peck) Banker (1906) – North America[12]
- Hydnellum cristatum (Bres.) Stalpers (1993) – Europe, North America
- Hydnellum cruentum K.A.Harrison (1961) – Nova Scotia, Canada[13]
- Hydnellum crustulinum Maas Geest. (1971) – Punjab, India[10]
- Hydnellum cumulatum K.A.Harrison (1964) – Europe,[14] North America[8]
- Hydnellum cyanodon K.A.Harrison (1964) – North America[8]
- Hydnellum cyanopodium K.A.Harrison (1964) – North America[8]
- Hydnellum earlianum Banker (1906) – North America[11]
- Hydnellum ferrugineum (Fr.) P.Karst. (1879) – North Africa, Asia, Europe, North America[6]
- Hydnellum floriforme (Schaeff.) Banker (1906) – North America[11]
- Hydnellum fraudulentum Maas Geest. (1971) – Australia[10]
- Hydnellum frondosum K.A.Harrison (1961) – Nova Scotia, Canada[15]
- Hydnellum geogenium (Fr.) Banker (1913) – Europe, North America[16]
- Hydnellum gracilipes (P.Karst.) P.Karst. (1879) – Europe[17]
- Hydnellum longidentatum Coker (1939) – United States[18]
- Hydnellum mirabile (Fr.) P.Karst. (1879) – Europe, North America[19]
- Hydnellum multiceps K.A.Harrison (1961) – Nova Scotia, Canada[15]
- Hydnellum nigellum K.A.Harrison (1964) – North America[8]
- Hydnellum papuanum Maas Geest. (1971) – Papua New Guinea[10]
- Hydnellum peckii Banker (1912) – Europe, North America[6]
- Hydnellum regium K.A.Harrison (1964) – North America[8]
- Hydnellum rickeri Banker (1913) – North America[20]
- Hydnellum scleropodium K.A.Harrison (1964) – North America[8]
- Hydnellum scrobiculatum (Fr.) P.Karst. (1879) – Asia, Europe, North America[6]
- Hydnellum septentrionale K.A.Harrison (1964) – North America[8]
- Hydnellum singeri Maas Geest. (1969) – Colombia[21]
- Hydnellum spongiosipes (Peck) Pouzar (1960) – Europe, North America[6]
- Hydnellum staurastrum Maas Geest. (1971) – Malaysia[10]
- Hydnellum suaveolens (Scop.) P.Karst. (1879) – Asia, Europe, North America[22]
- Hydnellum subzonatum K.A.Harrison (1961) – Nova Scotia, Canada[13]
- Hydnellum tardum Maas Geest. (1975) – Europe[9]